# Maria Virginia Onorato
Maria Virginia Onorato (auch Virginia Onorato; * 1942 in Rom; † 2017) war eine italienische Schauspielerin und Filmregisseurin.
Die Schwester des Schauspielers Glauco Onorato war bereits mit zwölf Jahren als Darstellerin in Luigi Zampas L'arte di arrangiarsi zu sehen und war später Schülerin des Centro Sperimentale di Cinematografia. Zwischen 1960 und 1966 trat sie in einer Handvoll weiterer Filme sowie beim Fernsehen auf, wirkte dann an zwei Filmen als Schnittsekretärin mit und inszenierte 1972 nach eigenem Drehbuch den in der Politik angesiedelten Giallo L'ultimo uomo di Sara, der jedoch kein Publikumserfolg wurde. Bis auf einen Schauspielauftritt 1994 zog sie sich für dokumentarische Werke hinter die Kamera zurück.

## Filmografie (Auswahl)
Darstellerin
- 1954: L'arte di arrangiarsi
- 1960: Die Rache des roten Ritters (Il cavaliere dai cento volti)
- 1965: Im Reich des Kublai Khan (La fabuleuse aventure de Marco Polo)
- 1994: Un altro giorno ancora

Regisseurin, Drehbuchautorin
- 1972: L'ultimo uomo di Sara